# Крістін Трауріґ
Крістін Трауріґ (англ. Christine Traurig, 13 березня 1957) — американська вершниця.
Бронзова призерка Олімпійських Ігор 2000 року в командній виїздці.